# Land Ordinance del 1785
La Land Ordinance del 1785 fu adottata dal Congresso degli Stati Uniti d'America sotto gli Articoli della Confederazione il 20 maggio 1785. Essa stabiliva un sistema standardizzato con cui i coloni potevano acquistare titoli di proprietà terriera nell'ovest non ancora sviluppato. All'epoca, il Congresso non aveva il potere di raccogliere entrate attraverso la tassazione diretta, quindi la vendita di terreni rappresentava un'importante fonte di reddito. L'Ordinanza istituì un sistema di rilevamento che alla fine coprì oltre tre quarti della superficie continentale degli Stati Uniti.
La precedente Land Ordinance del 1784 era una risoluzione scritta da Thomas Jefferson che invitava il Congresso ad agire. Il territorio a ovest dei Monti Appalachi, a nord del fiume Ohio e a est del Mississippi doveva essere diviso in dieci stati separati. Tuttavia, la risoluzione del 1784 non definiva il meccanismo con cui le terre sarebbero diventate stati, né come i territori sarebbero stati governati o popolati prima di diventare stati. L'Ordinanza del 1785 mise in atto la risoluzione del 1784 fornendo un meccanismo per la vendita e l'insediamento delle terre, mentre l'Ordinanza del Nord-Ovest del 1787 soddisfaceva le esigenze politiche.
L'ordinanza del 1785 pose le basi della politica fondiaria fino all'approvazione dell'Homestead Act del 1862. L'Ordinanza stabilì il fondamento del Sistema di rilevamento catastale pubblico (Public Land Survey System). Il rilievo iniziale fu effettuato da Thomas Hutchins. Dopo la sua morte nel 1789, la responsabilità del rilevamento fu trasferita al Surveyor General (Agrimensore Generale). La terra doveva essere sistematicamente suddivisa in municipalità quadrate, con un lato di 6 miglia (9,7 km), ciascuna suddivisa in trentasei sezioni di 1 miglio quadrato (2,6 km²) o 640 acri (260 ha). Queste sezioni potevano poi essere ulteriormente suddivise per la rivendita da parte di coloni e speculatori terrieri.
L'ordinanza fu significativa anche per aver stabilito un meccanismo di finanziamento dell'istruzione pubblica. La sezione 16 di ogni municipalità era riservata al mantenimento delle scuole pubbliche. Molte scuole ancora oggi si trovano nella sezione sedici dei rispettivi comuni,[citazione necessaria] anche se gran parte delle sezioni scolastiche sono state vendute per raccogliere fondi per l'istruzione pubblica. In stati successivi, anche la sezione 36 di ogni municipalità fu designata come "sezione scolastica".
Il punto di partenza del rilievo del 1785 fu il luogo in cui si incontravano l'Ohio (come parte più orientale del Territorio del Nord-Ovest), la Pennsylvania e la Virginia (oggi West Virginia), sulla sponda nord del fiume Ohio vicino a East Liverpool, Ohio. C'è un segnacolo storico appena a nord del sito, al confine di stato dove l'Ohio State Route 39 diventa Pennsylvania Route 68.